# Ignacy Daum
Ignacy Daum ps. „Michał”, „Zygmunt”, „Ignacy”, „Otto” (ur. 17 października 1869 w Kaliszu, zm. 15 marca 1932 w Saint-Claude) – polski lekarz, działacz socjalistyczny i niepodległościowy,

## Życie i działalność
Ukończył szkołę średnią w Kaliszu, a następnie podjął studia na Uniwersytecie Warszawskim. Tam związał się z patriotycznymi kręgami radykalnie i socjalistycznie nastawionej młodzieży, Za swoją aktywność został w 1893 wydalony ze studiów z tzw. „wilczym biletem”, czyli zakazem studiowania na wszystkich uczelniach w Rosji. W l. 1893–1894 mieszkał w Kaliszu pod nadzorem policji. Po uzyskaniu zgody władz wyjechał do Paryża gdzie rozpoczął studia medyczne na Sorbonie. Był jednym z wybitniejszych przedstawicieli organizacji studenckiej „Spójnia”. Związał się także z lokalną sekcją Związku Zagranicznego Socjalistów Polskich (ZZSP) kierowaną przez Kazimierza KeIles-Krauza – pod którego silnym wpływem pozostawał. W l. 1895–1899 był kasjerem paryskiej sekcji ZZSP. Na przełomie 1899/1900 wziął udział w ostatnim Zjeździe ZZSP w Zurychu, gdzie organizację tę włączono do Polskiej Partii Socjalistycznej jako jej oddział zagraniczny. Studia medyczne ukończył broniąc w 1899 pracę dyplomową pt. Traitement abortif de la blennorrhagie chez l’homme (Intensywne leczenie rzeżączki u mężczyzn).
W 1900 powrócił do kraju i rozpoczął pracę jako lekarz w kopalni „Kazimierz” w Zagłębiu Dąbrowskim. Podjął też działalność w PPS, wspomagając organizację strajku górników w lutym 1900. Zagrożony aresztowaniem wiosną 1902 wyjechał do Warszawy. W kwietniu 1902 został aresztowany za udział w manifestacji w Alejach Ujazdowskich i skazany na 4 tygodnie aresztu na ratuszu. Od września 1902 do grudnia 1903 pracował w szpitalu praskim w Warszawie. Od grudnia 1903 kierował pracami Warszawskiego Komitetu Robotniczego PPS koordynując prace na terenie gub. warszawskiej i płockiej. W tym czasie poświęcał szczególnie dużo uwagi na agitację wśród robotników i pracowników Kolei Nadwiślańskiej. Aresztowany ponownie 23 marca 1904, przez kilka miesięcy był więziony w Cytadeli Warszawskiej.
Po zwolnieniu w lipcu 1904 przeniósł się do Wierzbnika na stanowisko lekarza fabrycznego w Starachowickich Zakładach Górniczych. Należał wówczas do tzw. czwórki kierowniczej pełniącej rolę OKR w radomskim okręgu PPS. Kierował pracami Lokalnego Komitetu Robotniczego PPS w Starachowicach., prowadząc ożywioną działalność agitacyjną zwłaszcza na jesieni 1905 po ogłoszeniu przez carat manifestu konstytucyjnego. Współpracował wówczas ze Stanisławem Jędrzejewskim, Marianem Malinowskim oraz z Ignacym Boernerem, prowadzącym podobną działalność w sąsiednim Ostrowcu. Uczestniczył również w działalności Organizacji Techniczno-Bojowej PPS, organizując jej liczne akcje na swoim terenie. 24 grudnia 1905 zorganizował i kierował tzw. Republiką Starachowicką podczas której zlikwidowano w osadzie i okolicach władzę rosyjską. Podczas pacyfikacji przez karną ekspedycję rosyjską pod dowództwem gen. Riazina Starachowic, Wierzbnika i Wąchocka ukrył się. Następnie poszukiwany przez policję wyjechał do Warszawy, gdzie 20 stycznia 1906 został aresztowany. Początkowo więziono go w Radomiu, a następnie w X Pawilonie Cytadeli Warszawskiej. W trakcie dziesięciomiesięcznego śledztwa, podczas którego był torturowany nie załamał się i nikogo nie wydał. Dwukrotnie sądzony za kierowanie starachowicką PPS i dokonanie szeregu akcji terrorystycznych. Dla braku dowodów winy zarówno w pierwszym, jak i w drugim procesie w lecie 1906 został uniewinniony. Ostatecznie minister spraw wewnętrznych w wyniku zabiegów rodziny pozostawił do wyboru albo zesłanie na 3 lata do guberni archangielskiej albo przymusowy wyjazd za granicę również na 3 lata.
Po dwudziestomiesięcznym więzieniu w grudniu 1907 udał się na emigrację do Francji. Tam pracował jako lekarz najpierw w Paryżu, a następnie przez rok w Detroit w USA. Po powrocie do Francji osiadł na prowincji w Jura, kolejno w Ain, Dortanie, a od 1918 w Saint-Claude w departamencie Jura. Uczestniczył także w działalności miejscowej sekcji Francuskiej Partii Socjalistycznej w Lons-le-Saunier. Od 6 lutego 1921 był członkiem Komitetu Centralnego tej partii, reprezentując umiarkowany nurt w tej partii. W okresie międzywojennym działał także w Lidze Praw Człowieka. Był także głównym inicjatorem powołania Uniwersytetu Ludowego w Saint-Claude.

## Rodzina
Pochodził z bogatej mieszczańskiej rodziny żydowskiej mieszkającej w Kaliszu, pierwotnie nosił imię Izaak. Syn Jakuba. W grudniu 1904 ożenił się z Marią z Burczyńskich, również działaczką PPS.

## Odznaczenia
- Krzyż Niepodległości z Mieczami (1931)[9][1].